# クニッテルフェルト
クニッテルフェルト（独: Knittelfeld）は、オーストリア共和国シュタイアーマルク州のクニッテルフェルト郡に属する基礎自治体 ( ゲマインデ ) 。クニッテルフェルト郡の郡庁所在地。南にムール川が西から東へ流れ、北にはニーデレタウエルン山脈が東西に横たわる。鉄道や幹線道路も通っている。

## 姉妹都市
- 亀岡市（ 日本 京都府） - 1964年4月14日、姉妹都市提携。